# Os Sapos (filme)
Os Sapos é um filme de drama brasileiro de 2025 dirigido por Clara Linhart em uma adaptação da peça homônima de Renata Mizrahi, que também assina o roteiro. Estrelado por Thalita Carauta, o filme uma mulher convidada para um fim de semana numa casa de campo isolada e, nesse cenário bucólico, ela se surpreende ao encontrar dois casais desconhecidos em profundas crises de relacionamento.

## Premissa
A narrativa se desenrola ao longo de um dia e uma noite em uma casa de campo rústica, alugada por Luciana e Marcelo, que estão juntos há oito anos, mas nunca oficializaram seu compromisso. Luciana é quem arca com as despesas da casa, enquanto Marcelo evita assumir compromissos formais, gerando tensões no relacionamento. Os vizinhos e amigos do casal, Cláudio e Fabiana, aparentam felicidade, mas, ao serem observados mais de perto, revelam um relacionamento altamente tóxico, marcado por comportamentos controladores e manipuladores por parte de Cláudio. A dinâmica entre os casais é abalada pela chegada de Paula, uma mulher de 38 anos, recém-separada, que trabalha em uma revista de literatura feminina. Amiga de adolescência de Marcelo, ela aceita seu convite para passar o fim de semana na casa de campo, buscando espairecer e mudar de ares. Ao chegar, Paula percebe que entrou em um terreno minado, onde sua presença inesperada serve como catalisador para desenterrar conflitos e tensões há muito reprimidos entre os casais. Decidida a aproveitar o fim de semana, ela navega com humor e ironia pelas dinâmicas disfuncionais ao seu redor, enquanto os relacionamentos ao seu redor se desdobram em crises intensas.

## Elenco

### Principais personagens
- Paula (interpretada por Thalita Carauta): Uma mulher de 38 anos, simpática e animada, que trabalha em uma revista de literatura feminina. Recém-separada, Paula aceita o convite de Marcelo, um amigo dos tempos de colégio, para passar um fim de semana em uma casa de campo isolada. Sua chegada inesperada serve como catalisador para revelar tensões e conflitos latentes entre os casais presentes.[2]
- Luciana (interpretada por Karina Ramil): Namorada de Marcelo há oito anos, Luciana é quem arca com as despesas da casa que compartilham, evidenciando uma dinâmica de relacionamento onde ela assume a responsabilidade financeira. Sua relação com Marcelo é marcada por uma falta de compromisso oficial, gerando inseguranças e questionamentos.[2]
- Marcelo (interpretado por Pierre Santos): Amigo de longa data de Paula e parceiro de Luciana, Marcelo é um personagem que evita assumir compromissos formais. Sua atitude despreocupada e dependência financeira de Luciana geram tensões no relacionamento, especialmente com a chegada de Paula, que traz à tona questões não resolvidas.[2]
- Cláudio (interpretado por Paulo Hamilton): Músico e amigo do casal anfitrião, Cláudio é casado com Fabiana. Embora inicialmente pareça ser um indivíduo amigável, sua relação com Fabiana revela-se altamente tóxica e abusiva, expondo comportamentos controladores e manipuladores.[2]
- Fabiana (interpretada por Verônica Reis): Esposa de Cláudio, Fabiana inicialmente aparenta estar em um casamento feliz. No entanto, à medida que a trama se desenrola, torna-se evidente que ela está presa em uma relação abusiva, lutando contra a opressão e buscando uma forma de libertação.[2]

## Produção

### Concepção e desenvolvimento
Originalmente uma peça teatral, Os Sapos foi adaptado para o cinema mantendo sua essência teatral. Antes de se tornar um longa-metragem, a obra foi transformada em um curta-metragem, com direção de Clara Linhart e roteiro de Renata Mizrahi, e também encenada nos palcos sob a direção de Mizrahi e Priscila Vidca. Linhart, que anteriormente co-dirigiu Domingo com Fellipe Barbosa, é reconhecida por seu claro senso de imagem, permitindo que os diálogos fluam naturalmente e construindo cenas visualmente agradáveis. Em Os Sapos, ela buscou uma abordagem que equilibrasse o humor e a tragédia presentes na história, criando uma atmosfera que refletisse a complexidade das relações humanas. Em entrevista, Clara destacou a importância de manter a autenticidade dos diálogos e das situações, permitindo que o público se conecte com os personagens de maneira orgânica.
Linhart buscou criar um ambiente visualmente rico, ambientado em uma casa de campo isolada, refletindo os conflitos internos dos personagens. A produção contou com equipe experiente, incluindo Ana Paula Cardoso na direção de arte e Patrick Laplan na trilha sonora. O projeto foi desenvolvido com a intenção de transpor a intensidade dos palcos para o cinema. As filmagens ocorreram em uma casa de campo rústica, escolhida para refletir o isolamento e a introspecção necessários à narrativa. O ambiente bucólico, cercado pela natureza, contrasta com as tensões internas dos personagens, amplificando os conflitos apresentados. Embora as datas exatas das filmagens não tenham sido divulgadas, sabe-se que a produção buscou capturar a essência da peça original, adaptando-a ao formato cinematográfico.

## Lançamento
O filme  estreou nos cinemas brasileiros em 6 de fevereiro de 2025. Antes de seu lançamento comercial, a produção já havia recebido reconhecimento significativo em eventos nacionais e internacionais. No Festival Internacional de Cinema de João Pessoa, realizado em 2024, Os Sapos se destacou ao levar três importantes prêmios: Melhor Roteiro, para Renata Mizrahi, Melhor Direção, para Clara Linhart, e Melhor Montagem, para Nina Galanternick. A qualidade técnica e narrativa do filme também foi reconhecida no Festival Internacional de Colombo, onde recebeu novamente o prêmio de Melhor Montagem, consolidando o trabalho de Nina Galanternick.
Além disso, Os Sapos ganhou projeção internacional ao ser premiado no Festival Internacional de Cinema da Província de Buenos Aires, onde foi consagrado com o título de Melhor Filme Internacional. Esse reconhecimento reafirmou a força da produção brasileira no cenário cinematográfico global, destacando a profundidade de seu roteiro e a sensibilidade da direção.

## Recepção

### Resposta da crítica

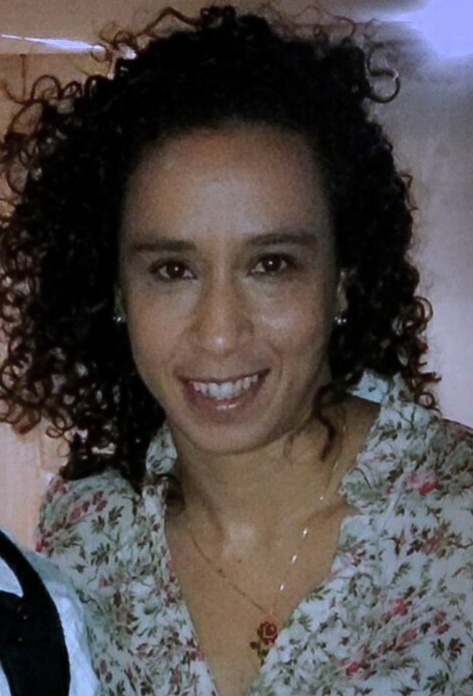
Thalita Carauta teve sua interpretação mencionada como ponto alto do filme.

Os Sapos foi recebido com críticas mistas e positivas pela imprensa especializada. As atuações, especialmente a de Thalita Carauta, e a direção de Clara Linhart são frequentemente apontadas como os pontos fortes que elevam a qualidade da produção. O filme foi reconhecido por sua capacidade de adaptar uma narrativa teatral para o cinema, explorando de forma sensível e profunda temas universais relacionados às complexidades das relações humanas.
O Gshow ressalta a trajetória de Os Sapos, desde sua origem como peça teatral até sua adaptação cinematográfica. A reportagem menciona o sucesso do filme em festivais internacionais, como o Festival Internacional de Colombo e o Festival Internacional de Cinema da Província de Buenos Aires, onde foi reconhecido por sua montagem e narrativa envolvente. A colaboração entre a diretora Clara Linhart e a roteirista Renata Mizrahi foi destacada como um fator crucial para a profundidade e autenticidade da história.
A crítica da Folha de S.Paulo observa que o título "Os Sapos" pode inicialmente sugerir um caminho arriscado para o filme, mas reconhece que a narrativa se desenvolve de maneira envolvente. A crítica destaca a ambientação idílica da casa de campo e a dinâmica entre os personagens, ressaltando a divisão clara entre as perspectivas femininas e masculinas. No entanto, aponta que a origem teatral do roteiro é evidente, o que pode levar a uma previsibilidade em certos momentos da trama.
O website Flixlândia elogia a adaptação da peça teatral de Renata Mizrahi para o cinema, enfatizando a atuação de Thalita Carauta como Paula. A crítica destaca a capacidade do filme em transmitir o intimismo do teatro para a tela grande, abordando temas como dependência emocional e relações tóxicas. A interação entre Paula e Luciana é apontada como um dos pontos altos, especialmente em cenas que revelam a profundidade das relações humanas.

### Prêmios e indicações
| Ano  | Associações                                                   | Categoria                  | Recipiente(s)     | Resultado | Ref.  |
| ---- | ------------------------------------------------------------- | -------------------------- | ----------------- | --------- | ----- |
| 2024 | Festival Internacional de Cinema da Província de Buenos Aires | Melhor Filme Internacional | Os Sapos          | Venceu    | [ 6 ] |
| 2024 | Festival Internacional de Cinema de João Pessoa               | Melhor Direção             | Clara Linhart     | Venceu    | [ 6 ] |
| 2024 | Festival Internacional de Cinema de João Pessoa               | Melhor Roteiro             | Renata Mizrahi    | Venceu    | [ 6 ] |
| 2024 | Festival Internacional de Cinema de João Pessoa               | Melhor Montagem            | Nina Galanternick | Venceu    | [ 6 ] |
| 2024 | Festival Internacional de Colombo                             | Melhor Montagem            | Nina Galanternick | Venceu    | [ 6 ] |